# Криптозоолошки гмизавци и водоземци
Криптозоолошки гмизавци и водоземци (енгл. Cryptid reptiles and amphibians) је термин који се користи у области псеудонауке криптозоологији.

## У криптозоологији
Овај термин описује многобројна бићa из легенди и митова, и бићa која се наводно виђају у модерно доба која изгледају као необични гмизавци и водоземци.

### Криптиди који се убрајају у криптозоолошке гмизавце и водоземце
| име криптида                        | са подручја / из                                 | кратки опис криптида                    |
| ----------------------------------- | ------------------------------------------------ | --------------------------------------- |
| Аја Напа чудовиште                  | из рта Греко                                     | морска змија                            |
| Алдровандијев змај                  |                                                  |                                         |
| Алтамаха-ха                         |                                                  |                                         |
| Афанк                               |                                                  |                                         |
| Ахул                                | са острва Јава                                   | налик на великог шишмиша или птеросаура |
| Беси                                | из језера Ири                                    | змијолико биће                          |
| Буру                                |                                                  |                                         |
| Вашориве                            | из Бразила                                       | налик на птеросаура                     |
| Велика птица                        | из околног подручја ријеке Рио Гранде            | налик на птеросаура                     |
| Дингонек                            |                                                  |                                         |
| Дувас                               | са подручја Бизмарковог архипелага               | налик на птеросаура                     |
| Гaмбo                               | са Бунгалов плаже                                | плесиосаур                              |
| Гигантска анаконда                  | из Јужне Америке                                 | огромна анаконда                        |
| Гротсланг                           | из Јужноафричке Републике                        | огромна змија                           |
| Звјер из Биное заљева               |                                                  |                                         |
| Змај из Бросна                      | из језера Бросно у Русији                        |                                         |
| Зуијо-Мару                          |                                                  | плесиосаур                              |
| Инканијамба                         | из Јужноафричке Републике                        | огромна змија                           |
| Исије                               | из Јапана                                        | плесиосаур                              |
| Кадборосаурус                       | из заљева Кадборо                                | морска змија                            |
| Конгамато                           | из Анголе, Замбије и Демократске Републике Конго | налик на птеросаура                     |
| Кубански птеросаур                  | са Кубе                                          | налик на птеросаура                     |
| Куси                                |                                                  |                                         |
| Лагарфљотски црв                    |                                                  |                                         |
| Лариосауро                          | језеро Комо                                      | водоземни гмизавац                      |
| Лау                                 | из Судана                                        |                                         |
| Линдворм                            |                                                  |                                         |
| Љиска неман                         | из                                               | необични гуштер/крокодил                |
| Мамламбо                            |                                                  |                                         |
| Мемфри                              | из језера Мемфримејгог                           | плесиосаур                              |
| Мораг                               | из језера Лох Мораг                              | плесиосаур                              |
| Намибијски птеросаур                | из Намибије                                      | налик на птеросаура                     |
| Науелито                            | из језера Нахуел Хуапи                           | змијолико биће                          |
| Нгума-монене                        | из Републике Конго                               |                                         |
| Олитијау                            | из Камеруна                                      | налик на птеросаура                     |
| Огопого                             | из језера Оканаган                               |                                         |
| Птеросаур из Манауса                | из Бразила                                       | налик на птеросаура                     |
| Птеросаур из Западне Вирџиније      | из Западне Вирџиније                             | налик на птеросаура                     |
| Птеросаур из Минесоте               | из Минесоте                                      | налик на птеросаура                     |
| Птеросаур из Џорџије                | из Џорџије                                       | налик на птеросаура                     |
| Птеросаур са Крита                  | са острва Крит                                   | налик на птеросаура;                    |
| Рогата крастача                     | из Мексика                                       | небичне рогата/бодљикава жаба           |
| Ропен                               | са Нове Гвунеје                                  | налик на птеросаура                     |
| Судански птеросаур                  | из Судана                                        | налик на птеросаура                     |
| Тацелвурм                           | са планинског подручја Алпа                      | велики гуштер                           |
| Тсучиноко                           |                                                  |                                         |
| Фајанска нага                       |                                                  |                                         |
| Чеси                                | из заљева Чесапик                                | морска змија                            |
| Чудовиште из Велике расједне долине | из Велике расједне долине                        |                                         |
| Чудовиште из језера Ван             |                                                  |                                         |
| Чудовиште из Лох Неса               | из језера Лох Нес                                | плесиосаур                              |
| Чудовиште из Тијанчи језера         |                                                  |                                         |
| Шамп                                | из језера Шамплејн                               |                                         |